# 马尔切利纳
马尔切利纳（義大利語：Marcellina），是意大利拉齐奥大区罗马首都广域市的一个市镇。总面积15.27平方公里，人口7023人，人口密度459.9人/平方公里（2009年）。ISTAT代码为058056。